# Jámy (Lesík)
Jámy nebo V Jamách (německy Tiefenloh, Tiefenlohe nebo také Tiefenloch) je historický název zaniklé vesničky v obci Lesík (německy Mühlberg), části obce Nejdek (Neudek) v okrese Karlovy Vary.

## Geografická poloha
Někdejší osada Jámy ležela na Nejdeckém potoce, na cestě do Kraslic, přibližně na pozemku někdejšího domu č. 20 v Lesíku a 21 a 155 v Bernově. Je však možné, že leželo poněkud dále západním směrem.

## Dějiny
Oblast byla osídlena již na konci 13. století franskými osadníky, kteří těžili a zpracovávali cín. První zmínka je z roku 1566.
Jámy zpočátku sestávaly z jediného dvora, což bylo panské sídlo. Ve druhé polovině 16. století ho vlastnil Jörg Hutzelmann z Wolfshof , který se nazýval „auf Tiefenloh a Oedt“. Kromě Jam a Pouště (Oedt) patřil na svobodné panství Neuhof a země, na které později vznikly vesnice Lesík a Bernov (Bernau). Podle dokumentu obdrženého v obecním archivu Nejdek požádal Hutzelmann v roce 1593 kostel Nejdek, aby vyrovnal své dluhy za odklad plateb. Je pravděpodobné, že v následujících letech majetek prodal hraběti Schlickovi.
V roce 1602 koupil Bedřich Kašpar Colonna z Felsu nejdecké panství od svého bratrance, hraběte Štěpána Šlika za 69 000 kop. V kupní smlouvě se objevuje i někdejší Hutzelmannovo zboží. V Jamách na potoce Rodisbachu se od počátku 17. století nacházel mlýn, kolem kterého se rozvíjelo rozptýlené osídlení. Od roku 1620 se v církevních matrikách vyskytuje jako Mühlberg, jindy také jako Tiefenloh. V roce 1625 byl mlynářem v Jamách Peter Dürrschmidt. V roce 1630 zemřel řezník Georg Pöhner na hospodářství v Jamách. V seznamu duší Loketského kraje z roku 1651 jsou evidováni obyvatelé pouze ve vesnici Lesík a Bernov. Nový dvůr (Neuhof) nebo Beraní dvůr (Hammelhof) spravoval panský šafář. V roce 1724 byl oficiálním novodvorským šafářem Johannes Stöckner.
Podle učitele Josefa Pilze osada vznikla v průběhu 18. století ve vesnicích Lesík a Dolní Bernov (Unter-Bernau). V roce 1847 byly Jámy uváděny jako místní část Lesíka/Mühlbergu. V té době zde ještě byl v provozu mlýn s pilou. Od druhé poloviny 19. století osada již zřejmě neexistovala. Název Jámy již označoval pouze místní část Lesíku. Dodnes u silnice do Kraslic a v oblasti jihozápadně od vodní nádrže Lesík stojí několik domů.

## Etymologie
Německá přípona Loh je staré německé toponymum a má význam "les" nebo terénní pokles, nížinu apod.

## Ostatní
Podle pověsti panovalo mezi Hutzelmannem ze Štěnkova (Wolfshof) a sousedním majitelem panství Hazlovskými z Hazlova hluboké nepřátelství. K uzavření míru darovali oba kapli na hranici svých pozemků Suchá (Thierbach) a Poušť (Oedt), která stála na nejdeckých lukách. Kaplička později dostala název „Lohwasserkapelle“ podle blízkého vrchu Lohwasser, severozápadně od kaple.

## Další lokality
- Tiefenlohe, část obce Immenreuth v hornofalckém zemském okrese Tirschenreuth v Bavorsku